# Auto GP

Logo der Serie 2012

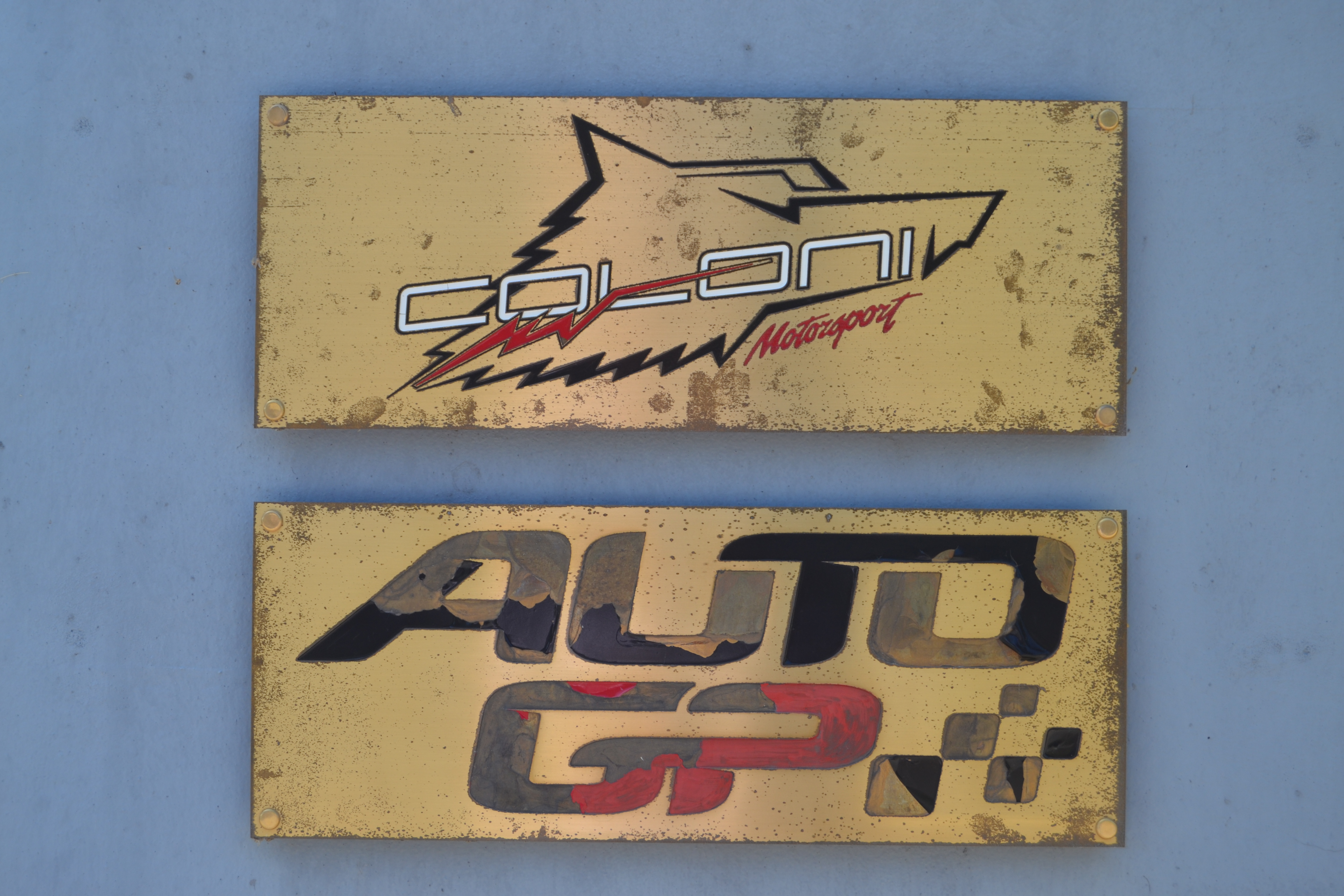
Organisator der AutoGP-Serie: Coloni Motorsport

Die Auto GP war eine Rennserie für Formelfahrzeuge, die auf verschiedenen Rennstrecken in Europa gastierte und zeitweise auch weltweit auftrat. Bei ihrem Debüt hieß die Serie Italienische Formel-3000-Meisterschaft, später wurde sie als Euro Formel 3000 (2001–2004) bzw. Euroseries 3000 (2006–2009) bezeichnet, bevor 2010 der Serienname in Auto GP geändert wurde. Ab 2005 wurde die Serie von Coloni Motorsport organisiert. Nachdem die Serie 2015 wegen eines zu schwach besetzten Starterfelds vorzeitig abgebrochen worden und eine Wiederbelebung 2016 gescheitert war, legte Coloni die Auto GP mit der Boss-GP-Serie zusammen. Die Saison 2016 war das bislang letzte Jahr der AutoGP. Ab 2017 wird keine Meisterschaft mehr ausgetragen. 

## Geschichte

### Italienische Formel-3000-Meisterschaft (1999–2000, 2005)
Die Serie startete 1999 als Unterbau der europäischen Formel 3000 unter dem Namen Italienische Formel 3000 (englisch: Italian Formula 3000). Organisator war der ehemalige Rennfahrer und Teambesitzer Pierluigi Corbari. Das Einheitschassis T96/50 wurde von Lola geliefert, als Antrieb diente ein Zytek-Motor. 
Die Meisterschaft des Jahres 1999 bestand aus sieben Rennen, die mit Ausnahme des Laufs in Donington Park allesamt auf italienischen Strecken ausgetragen wurden. In diesem Jahr gingen 27 Fahrer für insgesamt 12 Teams an den Start. Die Meisterschaft gewann mit 31 Punkten Giorgio Vinella, der für das Team Martello startete, vor Werner Lupberger (Edenbridge Racing) und Marco Apicella (Monaco Motorsport).
Die Saison 2000 umfasste acht Meisterschaftsläufe, sieben davon in Italien und einer in Donington; hinzu kam ein Rennen im niederländischen Assen, das keinen Meisterschaftsstatus hatte. Insgesamt traten 40 Fahrer an. Zu den Teams, die in der Serie an den Start gingen, gehörten die etablierten Rennställe Arden, Durango und BCN, die auch in der Internationalen Formel-3000-Meisterschaft 2000 vertreten waren. Italienischer Formel-3000-Meister wurde Ricardo Sperafico für das Team ADM Competizione, der die Hälfte aller Meisterschaftsläufe gewann. Die folgenden Plätze belegten Warren Hughes (Arden) und Gabriele Lancieri (Sighinolfi Autosport).

### Euro Formel 3000 (2001–2004)
In ihrem dritten Jahr weitete sich die Serie aus. Neben vier italienischen Veranstaltungen gehörten je ein Lauf in Belgien (Zolder), Deutschland (Nürburgring), Großbritannien (Donington) und Spanien (Valencia) zum Rennkalender. Die Internationalisierung dokumentierte sich auch im Namen der Serie, der in Euro Formel 3000 geändert wurde. Gemeldet waren in dieser Saison 30 Fahrer für elf Teams. Felipe Massa, der für das italienische Team Draco Racing fuhr, dominierte die Saison. Er gewann sechs der acht Läufe und wurde mit 62 Punkten Meister. Er hatte mehr als doppelt so viele Punkte erzielt wie der Vizemeister Thomas Biagi (GP Racing, 30 Punkte) und der für das Team Ghinzani fahrende deutsche Pilot Alex Müller (26 Punkte).
Im Jahr 2004 wurde Superfund zum Titelsponsor der Rennserie und wollte im folgenden Jahr eine eigene „Formel Superfund“ gründen, jedoch zog man sich noch vor der nächsten Saison aus der Serie zurück.

### Euroseries 3000 (2006–2009)
Als die Internationale Formel-3000-Meisterschaft im Jahr 2005 zur GP2-Serie wurde, war die Serie von nun an zur Selbständigkeit gezwungen und nannte sich wieder italienische Formel 3000. Organisator war nun Coloni Motorsport. 2006 bekam die Rennserie den Namen Euroseries 3000; in jenem Jahr wurden die Rennen mit einer Ausnahme nur auf nationaler Ebene ausgetragen.
Zusätzlich wurde ab 2005 eine sekundäre Meisterschaft innerhalb der Euroseries 3000 ausgetragen, die in ihrer ersten Saison den Namen Lights trug. Ab 2006 firmierte sie unter dem Namen italienische Formel 3000, den bis 2005 noch die Hauptmeisterschaft getragen hatte.
Seit 2009 wird in der Rennserie die erste Generation des A1GP-Chassis in modifizierter Form als Einheitsfahrzeug eingesetzt – der Lola B05/52 mit Zytek-Motor – wobei im ersten Jahr auch noch das alte Lola-B02/50-Chassis zugelassen war. 

### Auto GP
Vor der Saison 2010 wurde die Hauptserie in Auto GP umbenannt und die Verwendung des neuen Autos Pflicht. Die sekundäre Meisterschaft wird seitdem nicht mehr ausgetragen. In der Saison 2011 fanden sechs von sieben Rennwochenenden im Rahmenprogramm der WTCC statt. Zudem übertrug Eurosport die Rennen live im Fernsehen.
Zur Saison 2012 entschied sich die Serie zu einem erneuten Namenswechsel in Auto GP World Series. Damit spiegelt der Name wider, dass die Rennserie ab 2012 auf mehreren Kontinenten an den Start geht.
Ab 2013 wurde World Series wieder aus dem Seriennamen gestrichen, und die Serie konzentrierte auf europäische Rennen. So blieb von den drei Überseerennen 2012 nur das Rennen in Marrakesch 2013 im Kalender.
2015 spannte die Serienorganisation mit der ISRA, der Organisatoren der 2014 ausgetragenen Formula Acceleration 1 zusammen, die dieselben Fahrzeuge einsetzten. Die Partnerschaft wurde aber schon vor dem gemeinsamen Saisonauftakt aufgegeben. Nach zwei Rennen zur Auto GP 2015 wurde die Saison vorzeitig beendet, da die Starterfelder mittlerweile unter zehn Autos gefallen waren. 
2016 wurde die Serie erneut ausgetragen; Organisator war weiterhin Coloni. Zum ersten Saisonrennen traten vier Teams mit sieben Fahrern an. Das zweite Rennen, das auf dem Nürburgring stattfinden sollte, wurde ohne Angabe von Gründen kurzfristig abgesagt. Im Mai 2016 gab Coloni die Durchführung einer eigenen Rennserie auf. Von nun an fanden die Rennen der Auto GP zusammen mit der Boss-GP-Serie statt: Die Auto-GP-Piloten starteten zusammen mit den Fahrern der Boss-Serie, allerdings gab es eine eigene Wertung. 
Coloni bemühte sich, dieses Modell auch 2017 fortzusetzen. Das Unternehmen kündigte an, für einen Preis von 250.000 Euro Autos für interessierte Kunden vorzubereiten und die Einsätze in der Boss-GP-Serie organisatorisch zu begleiten. Coloni will die Einsätze organisieren und die Autos vorbereiten; das Engagement soll pro Fahrzeug kosten. Nur der indische Pilot Mahaveer Raghunathan ging darauf ein. Er startet 2017 in der Boss-GP-Serie für Coloni Motorsport. Eine eigene Auto-GP-Wertung findet 2017 nicht statt.

## Reglement

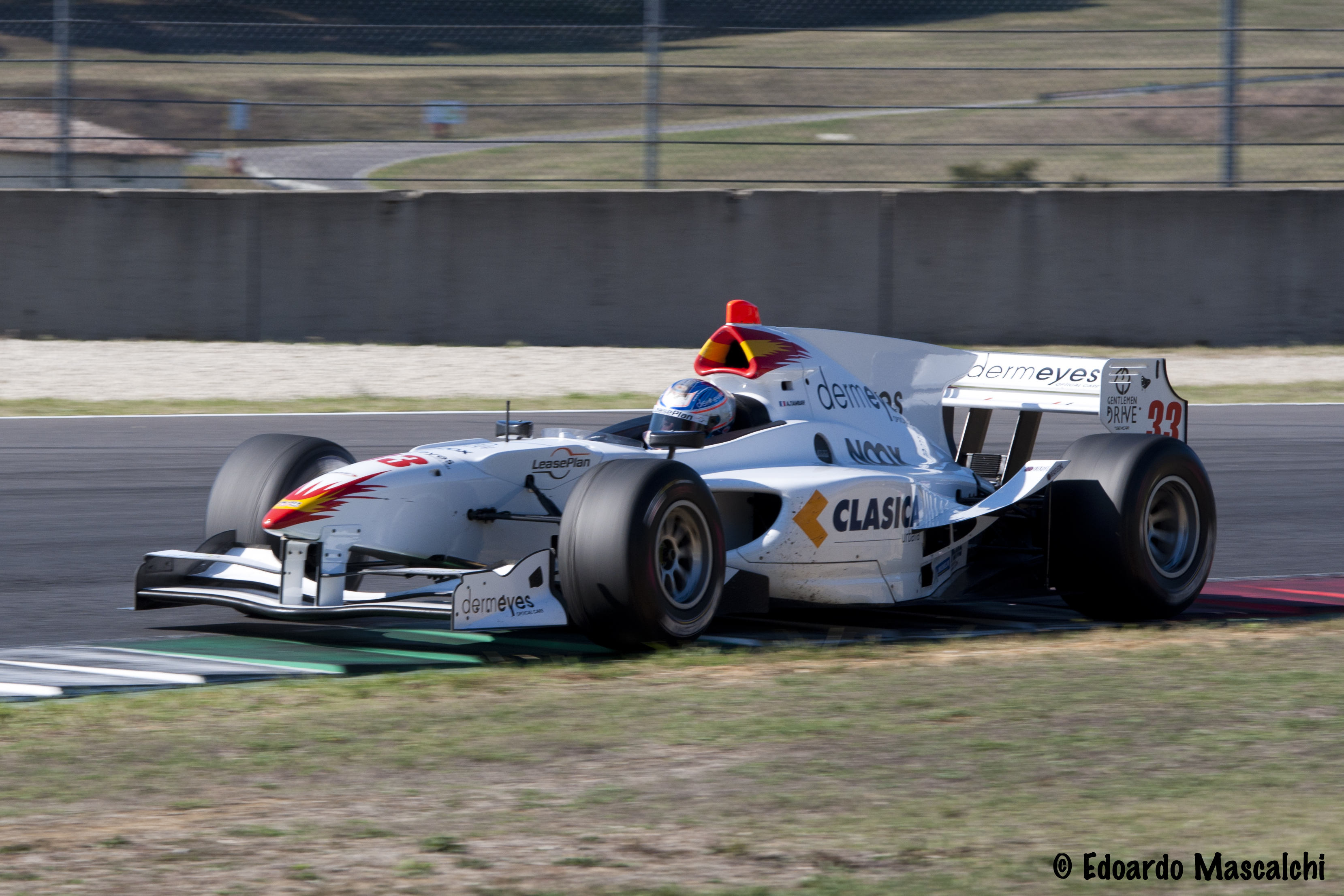
Adrien Tambay im Lola in Mugello 2011

### Ablauf des Rennwochenendes
Bis zur Zusammenlegung der AutoGP mit der Boss-GP-Serie fanden am Freitag eines jeden Rennwochenendes zwei freie Trainings zu je einer halben Stunde statt. Seit der Saison 2006 war ein Rennwochenende in zwei Rennen aufgeteilt. Das Starterfeld für das erste Rennen, das samstags ausgetragen wird, wurde durch eine Qualifikation ermittelt. Beim zweiten, sonntags stattfindenden Rennen starteten die acht erstplatzierten Piloten des ersten Rennens in umgekehrter Reihenfolge. Ab Sommer 2016 folgt der Ablauf dem der Boss-GP-Rennen.

### Punktverteilung
Die Punkteverteilung richtet sich nach dem GP2-Reglement, mit der Ausnahme, dass es hier nur einen Punkt für die Pole-Position am Samstagsrennen gibt.
- Pole-Position am Samstagsrennen: 1 Punkt
- Samstagsrennen: 10-8-6-5-4-3-2-1 für die besten acht
- Sonntagsrennen: 6-5-4-3-2-1 für die besten sechs
- Schnellste Rennrunde: 1 Punkt pro Rennen

Die Punkteverteilung richtete sich bis einschließlich der Saison 2005 nach der des damaligen Formel-1-Reglements.

## Meister

### Hauptmeisterschaft
| Jahr | Fahrer                  | Team                 | Chassis     | Meisterschaft              |
| ---- | ----------------------- | -------------------- | ----------- | -------------------------- |
| 1999 | Giorgio Vinella         | Team Martello        | Lola T96/50 | Italienische Formel 3000   |
| 2000 | Ricardo Sperafico       | Arden Team Russia    | Lola T96/50 | Italienische Formel 3000   |
| 2001 | Felipe Massa            | Draco Junior Team    | Lola T96/50 | Euro Formel 3000           |
| 2002 | Jaime Melo              | Team Great Wall      | Lola T99/50 | Euro Formel 3000           |
| 2003 | Augusto Farfus          | Draco Junior Team    | Lola T99/50 | Euro Formel 3000           |
| 2004 | Nicky Pastorelli        | Draco Junior Team    | Lola T99/50 | Superfund Euro Formel 3000 |
| 2005 | Luca Filippi            | FMS International    | Lola B02/50 | Italienische Formel 3000   |
| 2006 | Giacomo Ricci           | FMS International    | Lola B02/50 | Euroseries 3000            |
| 2007 | Davide Rigon            | Minardi by GP Racing | Lola B02/50 | Euroseries 3000            |
| 2008 | Nicolas Prost           | Bull Racing          | Lola B02/50 | Euroseries 3000            |
| 2009 | Will Bratt              | FMS International    | Lola B05/52 | Euroseries 3000            |
| 2010 | Romain Grosjean         | DAMS                 | Lola B05/52 | Auto GP                    |
| 2011 | Kevin Ceccon            | DAMS                 | Lola B05/52 | Auto GP                    |
| 2012 | Adrian Quaife-Hobbs     | SuperNova Racing     | Lola B05/52 | Auto GP World Series       |
| 2013 | Vittorio Ghirelli       | SuperNova Racing     | Lola B05/52 | Auto GP                    |
| 2014 | Kimiya Satō             | SuperNova Racing     | Lola B05/52 | Auto GP                    |
| 2015 | Antonio Pizzonia        | Zele Racing          | Lola B05/52 | Auto GP                    |
| 2016 | Luis Michael Dörrbecker | Torino Squadra Corse | Lola B05/52 | Auto GP                    |

### Sekundäre Meisterschaft
| Jahr | Fahrer              | Meisterschaft            |
| ---- | ------------------- | ------------------------ |
| 2005 | Stefano Gattuso     | Light Class              |
| 2006 | Giacomo Ricci       | Italienische Formel 3000 |
| 2007 | Davide Rigon        | Italienische Formel 3000 |
| 2008 | Omar Leal           | Italienische Formel 3000 |
| 2009 | Will Bratt          | Italienische Formel 3000 |
| 2011 | Kevin Ceccon        | U21                      |
| 2012 | Adrian Quaife-Hobbs | U21                      |
| 2013 | Vittorio Ghirelli   | U21                      |